# Gonomyia (Teuchogonomyia) tetonensis
Gonomyia (Teuchogonomyia) tetonensis is een tweevleugelige uit de familie steltmuggen (Limoniidae). De soort komt voor in het Nearctisch gebied.